# Alluaudomyia mynistensis
Alluaudomyia mynistensis är en tvåvingeart som beskrevs av Remm 1979. Alluaudomyia mynistensis ingår i släktet Alluaudomyia och familjen svidknott.
Artens utbredningsområde är Estland. Inga underarter finns listade i Catalogue of Life.